# A Tale of Two Cities (1935)
A Tale of Two Cities is een Amerikaanse film uit 1935 onder regie van Jack Conway. De film is gebaseerd op het gelijknamige boek van Charles Dickens. Destijds werd de film in Nederland uitgebracht onder de titel In de Schaduw van de Guillotine.

## Verhaal
De film begint in de periode dat de Franse Revolutie dreigt uit te breken. Lucie Manette is een Frans meisje in Engeland dat altijd heeft geloofd dat haar vader was overleden. Op een dag krijgt ze te horen dat hij springlevend is en onlangs werd vrijgelaten uit de Bastille Saint-Antoine. Haar vader, dokter Manette, is in de loop der jaren ontspoord geraakt en moet verzorgd worden door zijn vriend Ernest De Farge en diens vrouw Madame De Farge. Lucie zoekt hem op en langzaam zorgt ze ervoor dat hij weer normaal wordt.
Tijdens een reis langs Het Kanaal ontmoet Lucie Charles Darnay, een Franse aristocraat die, in tegenstelling tot zijn onsympathieke oom Marquis St. Evremonde, meeleeft met de Franse burgers die onderdrukt worden. Op een dag wordt Darnay beschuldigd van verraad. Met de hulp van de slimme en losbandige Sydney Carton blijft zijn leven uiteindelijk gespaard. Carton gaat namelijk drinken met Barsad, de getuige van de aanklagers, en laat hem toegeven dat zijn getuigenis niet klopt. Barsad is gechoqueerd als hij in de rechtszaal ziet dat Carton Darnays advocaat is en geeft in een wanhopige bui toe dat hij loog. Darnay wordt om die reden vrijgelaten.
Lucie, die inmiddels goed bevriend is geraakt met Darnay, stapt op Carton af om hem te bedanken. Carton valt als een blok voor haar, maar zij heeft enkel oog voor Darnay, met wie ze trouwt en een dochter krijgt. Ondertussen is de Terreur uitgebroken in Frankrijk. De lang ondergedrukte burgers uiten nu hun woede jegens de aristocraten en doden zo veel mogelijk mensen via de guillotine. Madame De Farge heeft een hekel aan alle afstammelingen van de familie St. Evremonde, ongeacht of ze schuldig zijn of niet. Ze aarzelt dan ook geen moment Darnay ter dood te veroordelen.
Carton is de wanhoop nabij en verzint een reddingsplan. Hij dwingt Lucie en haar vrienden Parijs te verlaten en chanteert vervolgens Barsad, een inmiddels invloedrijk persoon in Frankrijk, een ontmoeting in de gevangenis te regelen met Darnay. Daar wisselt hij stiekem van plaats met hem, zodat Darnay herenigd kan worden met zijn gezin. Madame De Farge is intussen achter Lucie en haar dochter aan, maar ontdekt dat zij zijn gevlucht. Voordat ze alarm kan slaan wordt ze geconfronteerd door Lucies huishoudster Miss Pross, die de mevrouw in een razende bui vermoordt. Aan het einde krijgt Carton veel lof voor zijn heldhaftige daden, voordat hij naar de guillotine wordt gebracht.

## Rolbezetting
| Acteur            | Personage             |
| ----------------- | --------------------- |
| Ronald Colman     | Sydney Carton         |
| Elizabeth Allan   | Lucie Manette         |
| Edna May Oliver   | Miss Pross            |
| Reginald Owen     | Stryver               |
| Basil Rathbone    | Marquis St. Evremonde |
| Blanche Yurka     | Madame De Farge       |
| Henry B. Walthall | Dokter Manette        |
| Donald Woods      | Charles Darnay        |
| Walter Catlett    | Barsad                |
| Fay Chaldecott    | Lucie, haar kind      |

## Achtergrond
In de zomer van 1934 plande Fox Film Corporation het boek van Charles Dickens te verfilmen, met Frank Lloyd als regisseur. Toen in november dat jaar duidelijk werd dat die studio de plannen had laten verzeilen, nam Metro-Goldwyn-Mayer de draad over. Producent David O. Selznick wilde dat hoofdrolspeler Ronald Colman beide rollen van Carton en Darnay zou spelen, maar zelf stond hij erop enkel die van Carton te vertolken. Vervolgens werden Robert Donat en Brian Aherne overwogen voor de rol van Darnay. Deze ging in mei 1935 naar Donald Woods.
Toen de opnames op 4 juni 1935 begonnen, werden er 64 sets gebruikt en werd er een budget van ongeveer $1.000.000 gebruikt. Regisseur Jack Conway werd in augustus erg ziek en werd in deze periode vervangen door Robert Z. Leonard. Het was voor Selznick zijn laatste film bij MGM. Volgens tegenspeelster Elizabeth Allan was Colman zeer serieus op de set en wilde hij nooit samen met haar eten. De opnames duurden uiteindelijk vijf maanden.